# Andrea Martongelli
Andrea Martongelli, noto anche come Andy Martongelli (Isola della Scala, 2 maggio 1979), è un chitarrista heavy metal italiano, noto per essere il fondatore ed unico membro stabile della band power metal Arthemis.

## Biografia e carriera
Originario di Isola della Scala, ha studiato al Liceo Scientifico "Leonardo Da Vinci" di Cerea. Nello stesso periodo si appassiona di musica rock/metal e impara a suonare la chitarra alla Modern Music Institute, dove insegna tuttora.
Ha fondato gli Arthemis nel 1994 e ha fatto parte dei Power Quest dal 2002 al 2009, assieme ad Alessio Garavello e Francesco Tresca, con i quali ha inciso i primi quattro album. Nel 2009 pubblica Gain, il primo album di una band underground di Verona chiamata Killer Klown.
Per tutta la sua carriera, Martongelli ha collaborato ed eseguito jam con numerosi artisti internazionali come Steve Vai, Marty Friedman, Guthrie Govan, Paul Gilbert, Kiko Loureiro (Megadeth, ex-Angra), Andy Timmons, Frank Gambale, Michael Angelo Batio, Gus G. (Ozzy Osbourne), Reb Beach (Whitesnake, Winger), George Lynch, Vinnie Moore, Ola Englund e tanti altri.
Nel 2013 è comparso come ospite nel brano 8 Pillars of Steel, estratto dall'album di Michael Angelo Batio Intermezzo. Nel 2014 ha pubblicato Spiral Motion, il suo primo album da solista, prodotto assieme a Michael Angelo Batio, Dave Reffet, Alex Stornello e Dave Martone.
Nel 2019 è stato ingaggiato come chitarrista solista dagli Altitudes & Attitude (Frank Bello alla voce e chitarra e David Ellefson al basso) assieme al batterista Joe Babiak per fare un tour in Europa. Nel gennaio 2020 ha seguito Ellefson nel suo tour da solista con Thom Hazaert alla voce. Recentemente è stato annunciato come ospite nel secondo album di Ellefson.
Nel 2023 ha pubblicato Ultradead, il suo secondo album da solista.

## Stile e influenze[7]
Virtuoso chitarrista dotato di grande velocità e precisione, usa varie tecniche come shredding, chicken picking, sweep picking, alternate picking, legati, arpeggi, armonici artificiali o tapping. Ha dichiarato di ispirarsi principalmente a Randy Rhoads, Gary Moore, Yngwie Malmsteen, Dimebag Darrell, James Hetfield e Zakk Wylde.
Martongelli conobbe quest'ultimo all'età di 14 anni mentre si esibiva ad una fiera di strumenti musicali a Rimini, "in una specie di gabbiotto con la sua acustica collegata alla sua attrezzatura da elettrica" per promuovere il suo primo album da solista. Terminata l'esibizione, Wylde iniziò a tirare casse di birra sulla folla e una di queste sfiorò la testa di Martongelli; da allora sono buoni amici.

## Strumentazione
Dal 2006 al 2016 Martongelli ha suonato una Dean Cadillac, della quale ha inoltre realizzato un modello signature, equipaggiata con due humbucker EMG modelli 81, 85, 81X e 85X, con corde D'Addario NY XL.
A partire dal 2016 usa una Ibanez RG con le stesse corde e i medesimi pick-up, affermando che con la Ibanez ha ottenuto sfumature altrimenti non ottenibili. Nel 2022 la Ibanez ha realizzato un nuovo modello personalizzato chiamato Army Of Darkness, ispirato al celebre film L'armata delle tenebre. Usa inoltre un Ibanez Tube Screamer e pedali Zoom, della quale ha inoltre dei modeler digitali.
Per quanto riguarda gli amplificatori, usava dapprima una testata Randall Diavlo. Dal 2016 al 2020 ha usato una testata Laney Iron Heart e casse 4x12". Da metà del 2020 è passato alla EVH, un marchio di proprietà Fender fondato da Eddie van Halen. Nel 2023 ha firmato per la Blackstar, della quale alterna una HT Stage 100H Mk III con cabinet HTV-412B MK III a una St. James 50 6L6 Head con cassa 2x12", oltre a un pedale Dept. 10 Amped 3.

## Discografia

### Da solista
- 2014 - Spiral Motion
- 2023 - Ultradead

### Con gli Arthemis
- 1999 - Church of The Holy Ghost
- 2001 - The Damned Ship
- 2003 - Golden Dawn
- 2005 - Back from the Heat
- 2008 - Black Society
- 2010 - Heroes
- 2010 - Pop Up Your Ass (Vol. 1) (EP)
- 2012 - We Fight
- 2014 - Live From Hell (Album dal vivo)
- 2017 - Blood Fury Domination
- 2017 - Whole Lotta Love (Singolo)

### Con i Power Quest
- 2002 - Wings of Forever
- 2003 - Neverworld
- 2005 - Magic Never Dies
- 2008 - Master of Illusion
- 2017 - Sixth Dimension (come chitarrista ospite)

### Con i Killer Klown
- 2009 - Gain[2]

### Con i Fear Of Fours
- 2007 - Never Heaven

### Con Michael Angelo Batio
- 2013 - Intermezzo (come chitarrista ospite)
- 2015 - Shred Force 1 (The Essential MAB)
- 2020 - More Machine Than Man

### Con David Ellefson
- 2019 - Sleeping Giants (Compilazione)
- 2020 - Simple Truth (EP) (come chitarrista ospite)
- 2020 - No Cover

### Con Ellefson-Soto
- 2021 - Swords & Tequila (Singolo)
- 2022 - Vacation in the Underworld

### Album tributo
- 2004 - Italians Kiss Better ...An Italian Tribute to Kiss

### Apparizioni come ospiti
- 2002 - White Skull - The Dark Age (voce del coro)
- 2004 - White Skull - The XIII Skull (cori)
- 2006 - White Skull - The Ring of the Ancients (cori)
- 2014 - Azrael - Código infinito (assolo di chitarra e "Nada eterno")
- 2015 - Winter's Edge - The Deceivers (EP) (chitarre su "She's Hell Fire")
- 2016 - W.A.N.T.E.D. - God's Best Sinners (chitarre su "Never Get Me Alive")
- 2017 - Jager - Eurobeat Jag - (chitarre su "I Won't Fall Apart (Eurock Version)"
- 2019 - Astralium - Land of Eternal Dreams (chitarre su "Whisper in the Silence")
- 2020 - Various - Eurobeat Kudos 2020 (The Kickstarter Project) (chittare su "Rockin' To Survive" con Hotblade)
- 2021 - Painters of Ether - Painters of Ether (assolo di chitarra su "The Young Parisee and the Apprentice")
- 2022 - Vivaldi Metal Project - EpiClassica (chitarre su "Mania")
- 2022 - Spitfire MkIII - Shadows Phantoms Nightmares (assolo di chitarra su "Once It Was Human (The Fly)")